# Brayo
Brayo is een bestuurslaag in het regentschap Batang van de provincie Midden-Java, Indonesië. Brayo telt 1165 inwoners (volkstelling 2010).